# جوناثان ميلر (سياسي)
جوناثان ميلر (بالإنجليزية: Jonathan Peckham Miller)‏ هو سياسي أمريكي، ولد في 1797 في الولايات المتحدة، وتوفي في 1847 في نفس البلد. انتخب عضو مجلس نواب فيرمونت.